# Kamasja Leichtlina
Kamasja Leichtlina (Camassia leichtlinii) – gatunek byliny należący do rodziny szparagowatych (Asparagaceae s.l.), a w niej do podrodziny agawowych. Pochodzi z Ameryki Północnej.

## Morfologia
PokrójRoślina o wysokości do 120 cm, wyrasta z pojedynczej cebuli o średnicy do 3 cm.
LiścieSzydłowate, do 9, osiągają 60 cm długości przy szerokości 5-25 mm.
KwiatyBarwy białej lub niebieskiej, zebrane w grono o wysokości do 120 cm na szczycie sztywnej łodygi. Kwiaty dojrzewają stopniowo od dołu ku górze.

## Zastosowanie
- Roślina ozdobna. Nadaje się do sadzenia w niewielkich grupach na rabaty bylinowe. Szczególnie dobrze prezentuje się w sąsiedztwie niskich bylin lub traw ozdobnych. Raczej nie nadaje się na kwiat cięty, gdyż dość szybko więdnie.
- Roślina miododajna o wydajności pyłkowej 10,6–12,8 mg/10 kwiatów[4].
- Cebule wszystkich gatunków kamasji są jadalne. Dawniej były w tym celu zbierane przez Indian[5].

## Uprawa
- Wymagania: w naturalnych warunkach rośnie na łąkach, które wiosną są wilgotne, w lecie natomiast suche. W uprawie wiosną powinna być podlewana, jeśli wilgotność gleby jest zbyt mała. Najlepiej rośnie na żyznej glebie o lekko kwaśnym odczynie. Wymaga stanowiska słonecznego lub półsłonecznego. Nie jest mrozoodporna, na zimę należy okrywać jej stanowisko.
- Sposób uprawy: cebule sadzi się późnym latem, aby przed zimą zdążyły się dobrze ukorzenić. Najłatwiej rozmnaża się przez cebulki przybyszowe. Można ją też rozmnażać z nasion; osobniki potomne zachowują cechy.